# Designación de aceros

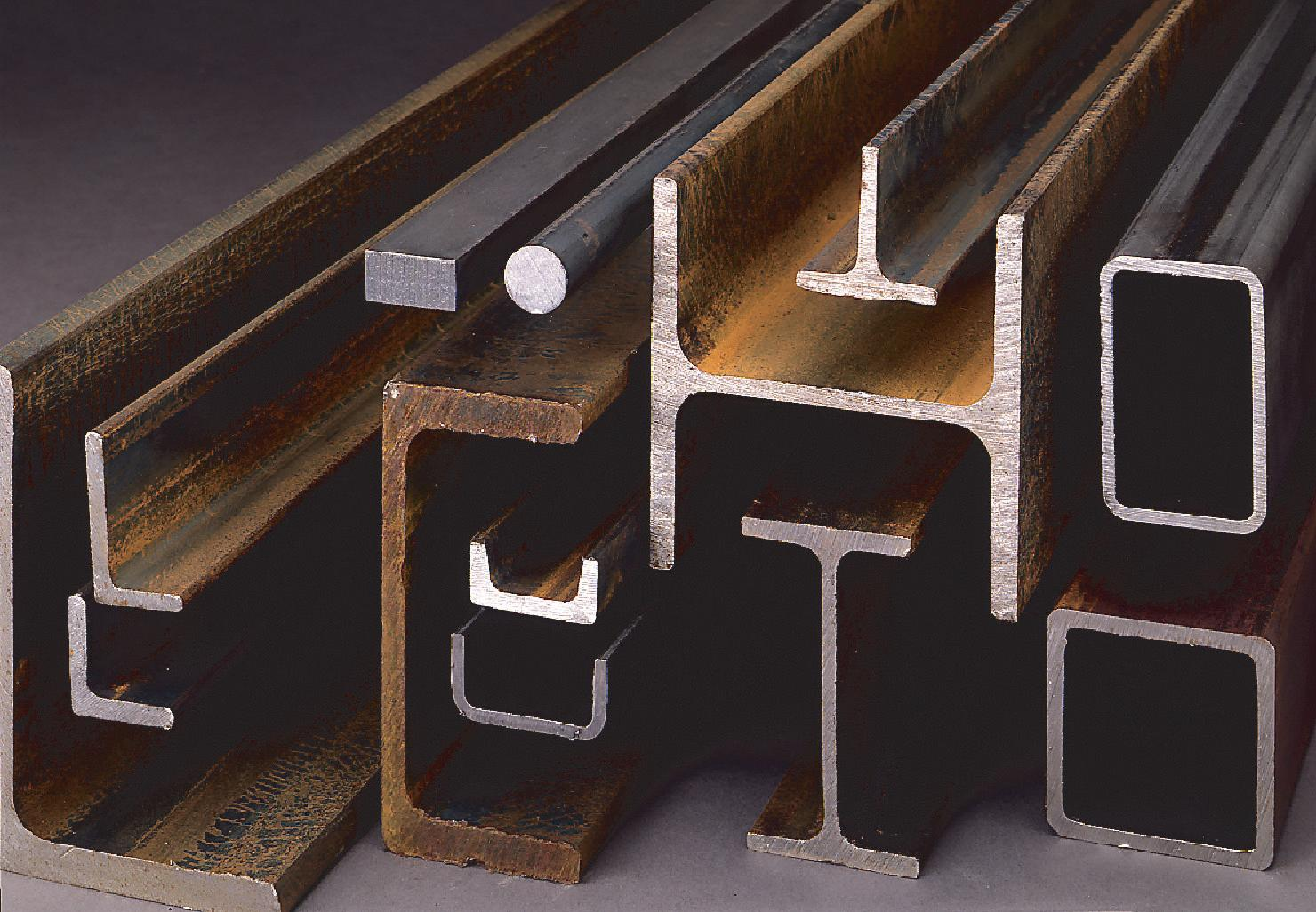
Distintos perfiles de acero de construcción

Los sistemas de designación de aceros son una serie de códigos de estandarización desarrollados por organismos tanto nacionales como internacionales para clasificar los distintos tipos de aceros por su composición y propiedades físicas, con el fin de proporcionar un marco normativo que permite establecer unas condiciones reglamentarias comunes para los fabricantes, los proyectistas y los constructores cuyas actividades profesionales y comerciales dependen de este material. 

## Estándares de clasificación de aceros por países
Internacional

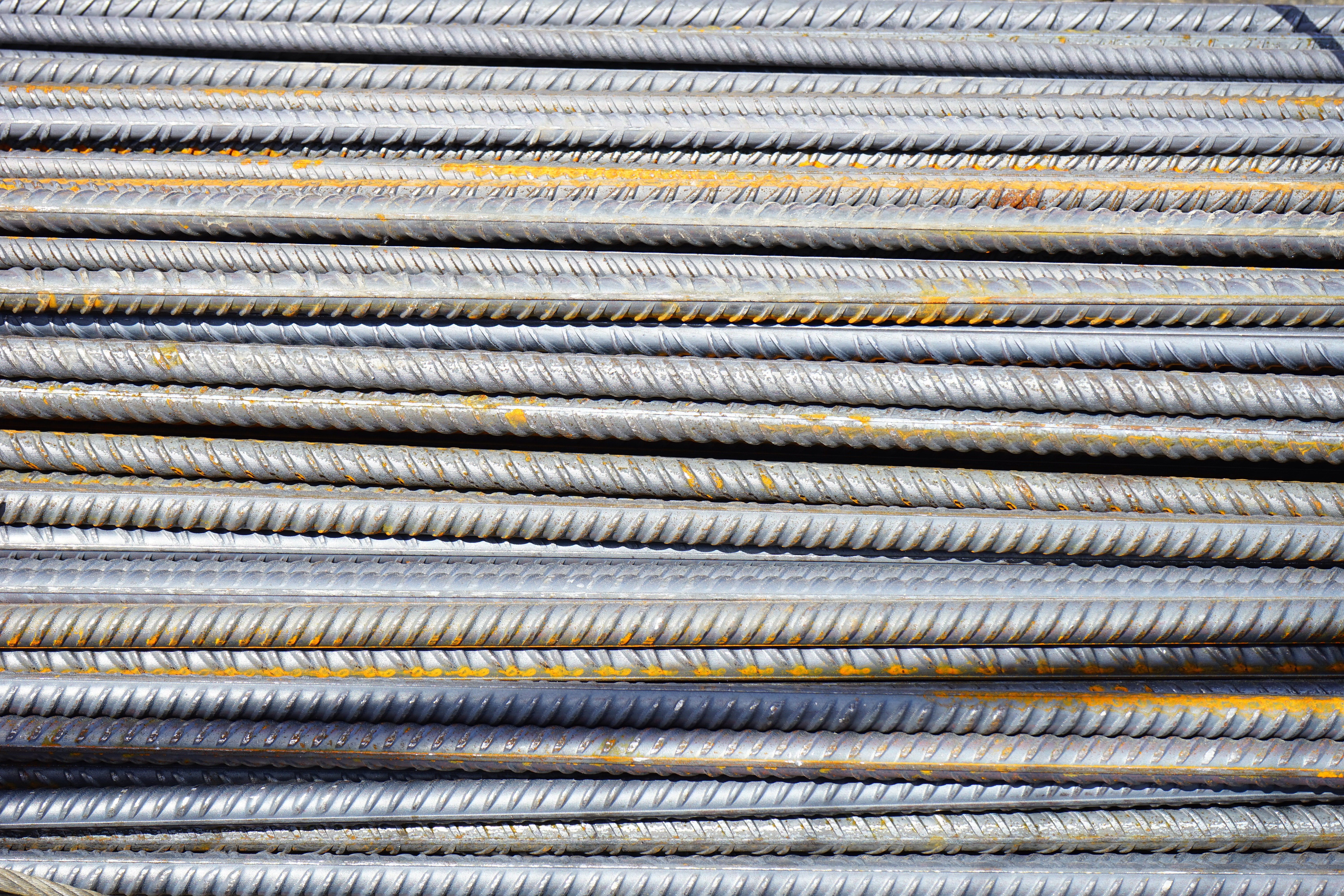
Barras de acero corrugadas para hormigón armado

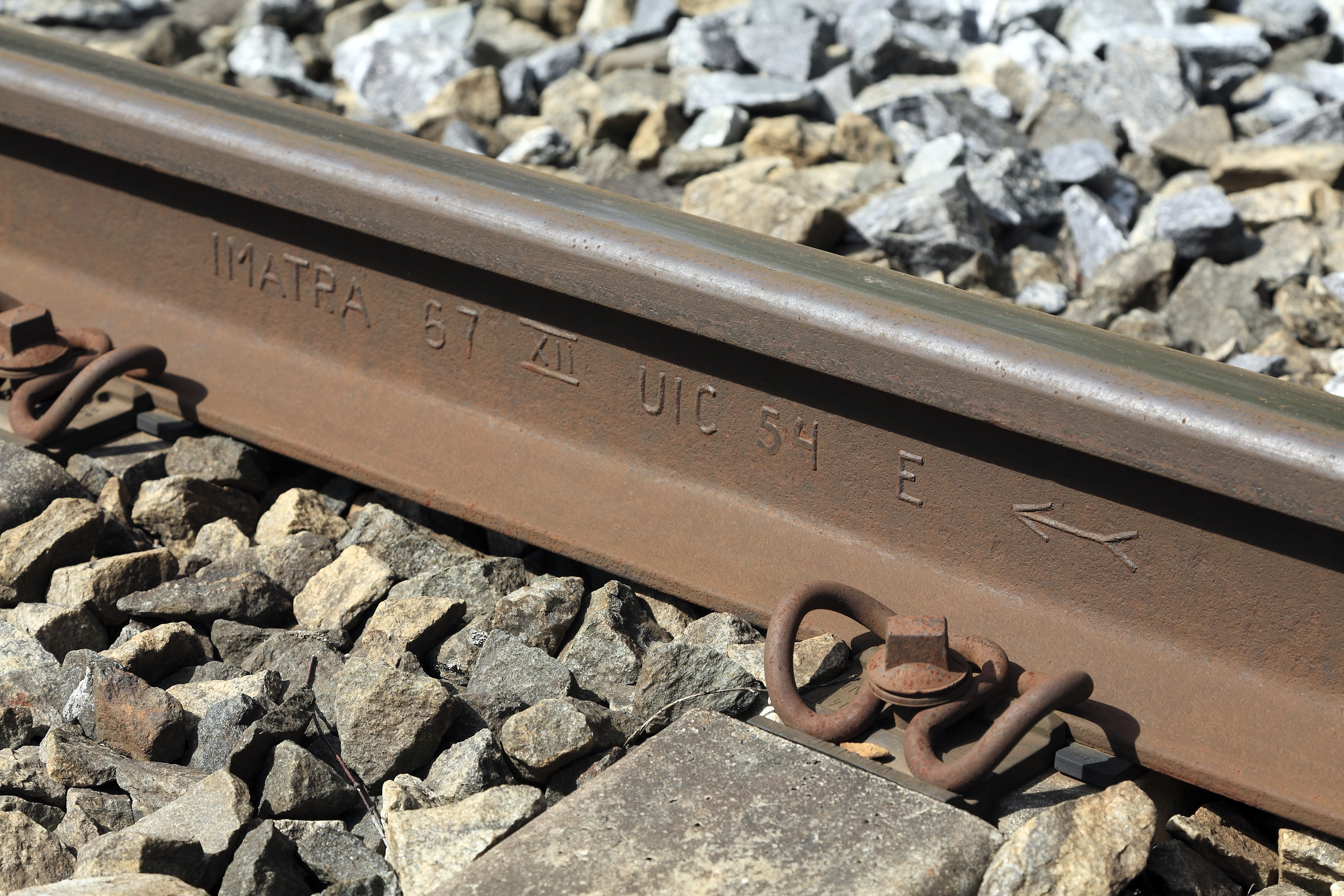
Carril ferroviario de acero

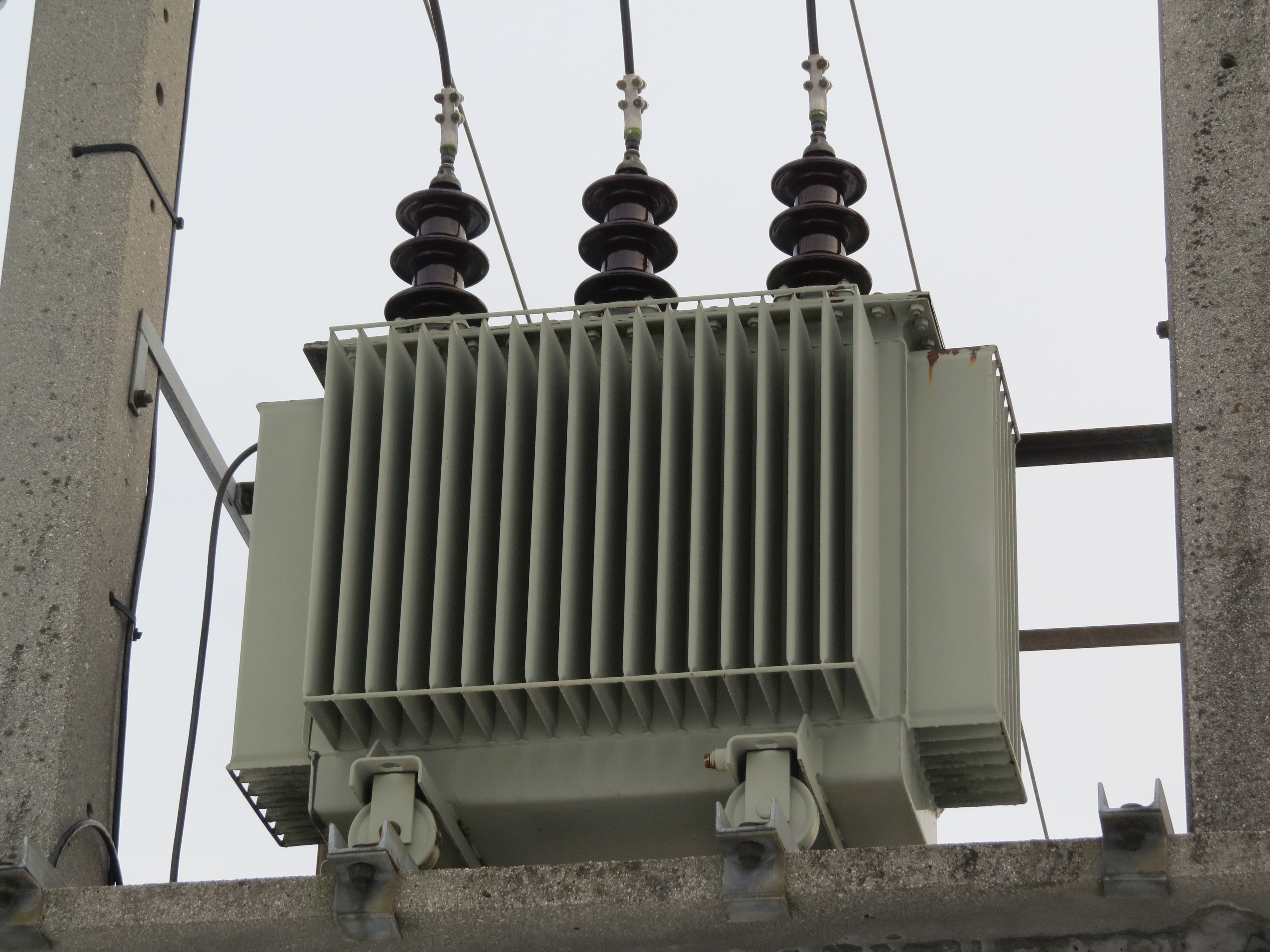
Transformador, cuyo núcleo está construido con acero

- Organización Internacional de Normalización ISO/TS 4949:2003

Estados Unidos
- Para aleaciones en general (incluido el acero), existe el sistema de numeración unificado (UNS), promovido por la ASTM y la Sociedad de Ingenieros de Automoción (SAE).
- Calidades de acero americanas: estándar AISI/AISI-SAE

Unión Europea
- Norma Europea – EN 10027

Debe tenerse en cuenta que un número cada vez mayor de normas europeas nacionales (DIN, AFNOR, UNE, UNI...), así como las normas del Reino Unido, han sido sustituidas por normas europeas (EN). Esta tarea la lleva a cabo el Comité Europeo de Normalización (CEN).
Antiguas normas nacionales
- Grados de acero de Alemania: estándar DIN
- Calidades de acero de España: norma UNE
- Grados de acero de Francia: estándar Association française de Normalisation
- Grados de acero de Italia: estándar UNI
- Grados de acero de Suecia: estándar SIS
- Grados de acero checos: estándar ČSN
- Reino Unido: British Standards

Noruega
- Grados de acero de Noruega: estándar DNV

Japón
- Grados de acero japoneses: estándar Japanese Industrial Standards (JIS) y estándar NK

China
- Grados de acero de China: estándar GB

Rusia
- Grados de acero de Rusia: estándar GOST

## Designación de aceros estándar europea: Norma EN 10027
Las designaciones estándar europeas de los aceros se dividen en dos categorías:
- Categoría 1: Aceros especificados por propósito de uso y propiedades mecánicas
- Categoría 2: Aceros especificados por composición química

La inclusión de una letra 'G' antes del código indica que se trata de un acero conformado por moldeo.

EN 10027-1 sistema europeo de designación de aceros

### Categoría 1
Las designaciones básicas para los aceros de categoría 1 consisten en una sola letra (que designa la aplicación) y luego un número que representa una propiedad mecánica (por lo general, su límite elástico) establecida en la norma. Para algunas designaciones de aplicaciones, se incluye otra letra antes del valor de la propiedad, que se usa para indicar cualquier requisito o condición especial. Estas letras y valores adicionales dependen completamente de la aplicación específica de cada acero.
El siguiente grupo de 3 dígitos da el límite elástico mínimo del acero. Por lo tanto, un acero S355 tiene un límite elástico mínimo de 355 MPa para el rango de espesor más pequeño cubierto por la norma pertinente, es decir, EN10025.
A continuación se muestra una tabla que indica los códigos de aplicación más comunes.
| Símbolo de la aplicación | Significado                                        | Propiedad mecánica                     | Detalles |
| ------------------------ | -------------------------------------------------- | -------------------------------------- | --- |
| S                        | Aceros de construcción                             | Límite elástico mínimo                 | |
| P                        | Aceros para recipientes a presión                  | Límite elástico mínimo                 | |
| L                        | Acero para tubos de conducción                     | Límite elástico mínimo                 | |
| E                        | Aceros para construcción mecánica                  | Límite elástico mínimo                 | |
| B                        | Aceros para hormigón armado                        | Límite elástico característico         | |
| R                        | Aceros para carriles o en forma de carriles        | Límite elástico característico mínimo  | |
| H                        | Productos planos de alta resistencia a la tracción | Límite elástico característico mínimo  | Si le sigue la letra T, entonces la propiedad mecánica dada es la resistencia a la tracción mínima                       |
| D                        | Productos planos para conformado en frío           |                                        | Seguido de C, D o X y dos números que caracterizan el acero                                                              |
| T                        | Productos de chapa delgada                         | Límite elástico nominal característico | |
| M                        | Aceros para aplicaciones eléctricas                |                                        | Número = 100 × pérdida específica en W/kg Número = 100 × espesor nominal en mm Letra para tipo de producto (A, K, P o S) |

#### Símbolos adicionales
Además de los códigos de categoría anteriores, hay símbolos que se pueden agregar al código de designación para identificar cualquier requisito adicional de composición, condiciones de entrega, propiedades mecánicas, etc. Estos valores son muy numerosos, y dependen únicamente del código de tipo/aplicación dado en la primera parte de la secuencia de designación. Los símbolos adicionales están separados del código principal por el signo más (+).
Los símbolos adicionales más comunes son los códigos de impacto y temperatura para aceros estructurales, Categoría 1 - Sxxx.
| Resistencia al impacto | Resistencia al impacto | Temperatura           | Temperatura                |
| Código de impacto      | Tensión de ensayo      | Código de temperatura | Temperatura de ensayo      |
| ---------------------- | ---------------------- | --------------------- | -------------------------- |
| J                      | 27 J                   | R                     | Temperatura de laboratorio |
| K                      | 40 J                   | O                     | 0 °C                       |
| L                      | 60 J                   | 2                     | -20 °C                     |
|                        |                        | 3                     | -30 °C                     |
| 4                      | -40 °C                 |                       |                            |
| 5                      | -50 °C                 |                       |                            |
| 6                      | -60 °C                 |                       |                            |

Los códigos de las condiciones de tratamiento final también son relativamente comunes, siendo los más habituales:
| Código | Condición             |
| ------ | --------------------- |
| A      | Recocido              |
| QT     | Enfriado y templado   |
| N      | Normalizado           |
| SR     | Liberado de tensiones |
| C      | Trabajado en frío     |
| U      | Sin tratar            |

Códigos de tipos de acero para equipos eléctricos (las negritas son la versión más reciente de 2016):
| Código              | Máxima pérdida específica expresada para inducción magnética | Tipo de producto                                                             |
| ------------------- | ------------------------------------------------------------ | ---------------------------------------------------------------------------- |
| A                   | 1.5 T @50 Hz                                                 | No orientado                                                                 |
| D (originalmente B) | "                                                            | Semielaborados sin alear (sin recocido final)                                |
| E                   | "                                                            | Semielaborados aleados (sin recocido final)                                  |
| K (=D+E)            | "                                                            | Láminas/flejes de acero eléctrico aleado y sin alear en estado semielaborado |
| N                   | "                                                            | Para productos de grano normal orientado                                     |
| P                   | 1.7 T @50 Hz                                                 | Grano orientado de alta permeabilidad                                        |
| S                   | "                                                            | Grano orientado convencional                                                 |

### Categoría 2
| Elemento especificado | Elemento especificado                                                 | Contenidos limitantes en % de masa |
| --- | --------------------------------------------------------------------- | ---------------------------------- |
| Al | Aluminio                                                              | 0,1                                |
| B | Boro                                                                  | 0,0008                             |
| Bi | Bismuto                                                               | 0,1                                |
| Co | Cobalto                                                               | 0,1                                |
| Cr | Cromo (1)                                                             | 0,3                                |
| Cu | Cobre (1)                                                             | 0,4                                |
| La | Lantánidos (tomados individualmente)                                  | 0,05                               |
| Mn | Manganeso (3)                                                         | 1,65                               |
| Mo | Molibdeno (1)                                                         | 0,08                               |
| Nb | Niobio (2)                                                            | 0,06                               |
| Ni | Níquel (1)                                                            | 0,3                                |
| Pb | Plomo                                                                 | 0,4                                |
| Se | Selenio                                                               | 0,1                                |
| Si | Silicio                                                               | 0,5                                |
| Te | Tellurio                                                              | 0,1                                |
| Ti | Titanio (2)                                                           | 0,05                               |
| V | Vanadio (2)                                                           | 0,1                                |
| W | Tungsteno                                                             | 0,1                                |
| Zr | Zirconio (2)                                                          | 0,05                               |
| Otros | (excepto carbono, fósforo, azufre, nitrógeno) tomados individualmente | 0,05                               |
| (1) Cuando estos elementos se encuentren especificados en combinación por dos, tres o cuatro en el acero de que se trate, teniendo en cuenta contenidos inferiores (véase 4.1) a los indicados en la tabla, los contenidos limitantes a considerar para la clasificación debe tomarse igual al 70% de la suma de los contenidos límite indicados para cada uno de los dos, tres o cuatro elementos presentes. (2) La regla mencionada en la nota (1) también se aplica a estos elementos. (3) Si el contenido de manganeso está definido únicamente por un máximo, el valor límite a considerar es 1,80%. |                                                                       |                                    |

La designación varía según el tipo de acero y el porcentaje de elementos de aleación:
- Aceros sin alear con un contenido de manganeso < 1% (excepto aceros sin alear para mecanizado de alta velocidad, también llamados "automáticos"):

Letra C seguida de un número igual a 100 veces el porcentaje promedio prescrito de carbono. Sin alear no significa que no tenga otros elementos aleados, sino que sus porcentajes son despreciables.
Ejemplo: acero C35 del 2.º grupo, sin alear, con 0,35 % C (acero dulce); acero C10 del 2.º grupo, sin alear, con 0,10 % C (acero procedente de carbocementación)
- Aceros sin alear con contenido de manganeso ≥ 1 % y aceros sin alear para mecanizado de alta velocidad ("automático") y aceros aleados (no rápidos) con contenido de cada elemento de aleación < 5% (aceros de baja aleación):

Número igual a 100 veces el porcentaje medio prescrito de contenido de carbono, seguido de los elementos químicos de la aleación presentes en orden decreciente de concentración (para los mismos contenidos se utiliza el orden alfabético), seguido de los respectivos valores de sus concentraciones como un porcentaje, pero para ser corregido con coeficientes de corrección, y separados por un guion.
 Coeficientes correctores :
- 4 para cobalto (Co), cromo (Cr), manganeso (Mn), níquel (Ni), silicio (Si), tungsteno (W);
- 10 para aluminio (Al), berilio (Be), cobre (Cu), molibdeno (Mo), niobio (Nb), plomo (Pb), tantalio (Ta), titanio (Ti), vanadio (V), circonio (Zr);
- 100 para cesio (Ce), nitrógeno (N), fósforo (P), azufre (S);
- 1000 para boro (B).

Ejemplo: acero 30NiCrMo4-2, del 2.º grupo y baja aleación, con 0,30 % C, 1 % Ni, 0,5 % Cr, % Mo no declarado. [1 % Ni porque 4/4 = 1; 0,5 % Cr porque 2/4 = 0,5]
- Aceros aleados (no rápidos) con un contenido de al menos uno de los elementos de aleación ≥ 5% (aceros de alta aleación o muy aleados o inoxidables):

Letra X seguida de un número igual a 100 veces el porcentaje promedio prescrito de carbono, seguido de los elementos químicos de la aleación presentes en orden decreciente de concentración (se usa el orden alfabético para contenidos iguales), seguidos de los respectivos valores de sus concentraciones en porcentaje (redondeado al número entero más cercano pero no corregido con los coeficientes), y separados por un guion.
Ejemplo: acero X4CrNiMo17-12-2, del 2.º grupo, altamente aleado, con 0,04 % C, 17 % Cr, 12 % Ni, 2 % Mo.
- Aceros rápidos:

Se indican con las letras HS seguidas del contenido porcentual promedio (redondeado al número entero más cercano) de tungsteno (% W), molibdeno (% Mo), vanadio (% V) y cobalto (% Co). No se indica el % C.
Ejemplo: acero HS18-0-1 del 2.º grupo, rápido, con 18 % W, 1 % V.

### Número de acero estándar europeo
Además del sistema descriptivo de denominación de grado de acero indicado anteriormente, dentro de la EN 10027-2 se define un sistema para crear números de grado de acero únicos. Si bien son menos descriptivos e intuitivos que los nombres anteriores, son más fáciles de tabular y usar en aplicaciones de procesamiento de datos.
El número tiene el siguiente formato:
X.YYZZ(AA)
donde X es el tipo de material (el código 1 seguido de un punto especifica que el tipo de material es un acero); YY es el número del grupo de acero (especificado en la norma EN10027-2); y ZZ es un número secuencial designado cronológicamente por el organismo de certificación. El número entre paréntesis (AA) todavía no se emplea, pero se reserva para un posible uso posterior.
Los grupos de acero definidos se indican a continuación:
| Código YY         | Tipo                                                                        |
| Aceros no aleados | Aceros no aleados                                                           |
| ----------------- | --------------------------------------------------------------------------- |
| 00 & 90           | Aceros básicos                                                              |
| 0Y & 9Y           | Aceros de calidad                                                           |
| 1Y                | Aceros especiales                                                           |
| Aceros aleados    |                                                                             |
| 2Y                | Aceros para herramientas                                                    |
| 3Y                | Aceros varios                                                               |
| 4Y                | Aceros inoxidables y resistentes al calor                                   |
| 5Y – 8Y           | Aceros de construcción, de recipientes a presión y de construcción mecánica |
| 08 & 98           | Aceros de propiedades físicas especiales                                    |
| 09 & 99           | Aceros para otros propósitos                                                |

El organismo de certificación actual es el VDEh de Düsseldorf.
Ejemplo:
Número de material:
1.0144
Los códigos tienen el significado siguiente:
- 1.: acero
- 01: de construcción general no aleado (límite de elasticidad mínimo 500 N/mm2)
- 44: con la composición siguiente (asignación de código fijada secuencialmente por la norma EN)

C (máx 0.18%) // Mn (máx 1.5%) // P (máx 0.03%) // S (máx 0.03%) // Cu (máx 0.55%) // Otros elementos (< 0.42%)
El acero 1.0144 se utiliza para piezas de máquinas, estructuras de acero, construcción de grúas o ejes. En lugar de los números de material, también se pueden utilizar su nombre abreviado: S275J2(+N)

## Comparación entre designaciones
A continuación se muestra una tabla que compara los grados de acero de diferentes sistemas de clasificación.
| Código EN (Europa)          | Nombre EN (Europa)                  | Grado ASTM (EE. UU.) | Grado AISI/SAE (EE. UU.) | UNS (EE. UU.)               | DIN (Alemania)                                                | BS (Reino Unido)                      | UNI (Italia)                              | JIS (Japón)                         |
| Aceros al carbono           | Aceros al carbono                   | Aceros al carbono    | Aceros al carbono        | Aceros al carbono           | Aceros al carbono                                             | Aceros al carbono                     | Aceros al carbono                         | Aceros al carbono                   |
| --------------------------- | ----------------------------------- | -------------------- | ------------------------ | --------------------------- | ------------------------------------------------------------- | ------------------------------------- | ----------------------------------------- | ----------------------------------- |
| 1.1141 1.0401 1.0453        | C15D C18D                           |                      | 1010 1018                |                             | CK15 C15 C16.8                                                | 040A15 080M15 080A15 EN3B             | C15 C16 1C15                              | S12C S15 S15CK S15C                 |
| 1.0503 1.1191 1.1193 1.1194 | C45                                 |                      | 1045                     |                             | C45 CK45 CF45 CQ45                                            | 060A47 080A46 080M46                  | C45 1C45 C46 C43                          | S45C S48C                           |
| 1.0726 1.0727               | 35S20 45S20                         |                      | 1140/1146                |                             | 35S20 45S20                                                   | 212M40 En8M                           |                                           |                                     |
| 1.0715 1.0736               | 11SMn37                             |                      | 1215                     |                             | 9SMn28 9SMn36                                                 | 230M07 En1A                           | CF9SMn28 CF9SMn36                         | SUM 25 SUM 22                       |
| 1.0718 1.0737               | 11SMnPb30 11SMnPb37                 |                      | 12L14                    |                             | 9SMnPb28 9SMnPb36                                             | 230M07 con plomo En1B con plomo       | CF9SMnPb29 CF9SMnPb36                     | SUM 22 SUM 23 SUM 24                |
| 1.1555                      | C120U                               |                      |                          |                             | C125W                                                         | BW1C                                  | C120KU                                    | SK2                                 |
| Aceros aleados              |                                     |                      |                          |                             |                                                               |                                       |                                           |                                     |
| 1.7218                      |                                     |                      | 4130                     |                             | 25CrMo4 GS-25CrMo4                                            | 708A30 CDS110                         | 25CrMo4 (KB) 30CrMo4                      | SCM 420 SCM 430 SCCrM1              |
| 1.7223 1.7225 1.7227 1.3563 | 42CrMo4                             |                      | 4140/4142                |                             | 41CrMo4 42CrMo4 42CrMoS4 43CrMo4                              | 708M40 708A42 709M40 En19 En19C       | 41CrMo4 38CrMo4 (KB) G40 CrMo4 42CrMo4    | SCM 440 SCM 440H SNB 7 SCM 4M SCM 4 |
| 1.6582 1.6562               | 34CrNiMo6                           |                      | 4340                     |                             | 34CrNiMo6 40NiCrMo8-4                                         | 817M40 En24                           | 35NiCrMo6 (KB) 40NiCrMo7 (KB)             | SNCM 447 SNB24-1-5                  |
| 1.6543 1.6523               | 20NiCrMo2-2                         |                      | 8620                     |                             | 21NiCrMo22 21NiCrMo2                                          | 805A20 805M20                         | 20NiCrMo2                                 | SNCM 200 (H)                        |
| 1.5415                      | 16Mo3                               | A240 A/B/C           |                          | K12822 K12320 K12020 K11820 | 15Mo3                                                         | 1503-243B 240 243                     | 15Mo3 16Mo3                               | STBA12                              |
| Aceros inoxidables          |                                     |                      |                          |                             |                                                               |                                       |                                           |                                     |
| 1.4310                      | X10CrNi18-8                         |                      | 301                      | S30100                      |                                                               |                                       |                                           |                                     |
| 1.4318                      | X2CrNiN18-7                         |                      | 301LN                    |                             |                                                               |                                       |                                           |                                     |
| 1.4305                      | X8CrNiS18-9                         |                      | 303                      | S30300                      | X10CrNiS18-9                                                  | 303S 31 En58M                         | X10CrNiS18-09                             | SUS 303                             |
| 1.4301                      | X2CrNi19-11 X2CrNi18-10             |                      | 304                      | S30400                      | X5CrNi18-9 X5CrNi18-10 XCrNi19-9                              | 304S 15 304S 16 304S 18 304S 25 En58E | X5CrNi18-10                               | SUS 304 SUS 304-CSP                 |
| 1.4306                      | X2CrNi19-11                         |                      | 304L                     | S30403                      |                                                               | 304S 11                               |                                           | SUS304L                             |
| 1.4311                      | X2CrNiN18-10                        |                      | 304LN                    | S30453                      |                                                               |                                       |                                           |                                     |
| 1.4948                      | X6CrNi18-11                         |                      | 304H                     | S30409                      |                                                               |                                       |                                           |                                     |
| 1.4303                      | X5CrNi18-12                         |                      | 305                      | S30500                      |                                                               |                                       |                                           |                                     |
| 1.4401 1.4436               | X5CrNiMo17-12-2 X5CrNiMo18-14-3     |                      | 316                      | S31600                      | X5CrNiMo17 12 2 X5CrNiMo17 13 3 X5CrNiMo 19 11 X5CrNiMo 18 11 | 316S 29 316S 31 316S 33 En58J         | X5CrNiMo17 12 X5CrNiMo17 13 X8CrNiMo17 13 | SUS 316 SUS316TP                    |
| 1.4404                      | X2CrNiMo17-12-2                     |                      | 316L                     | S31603                      |                                                               | 316S 11                               |                                           | SUS316L                             |
| 1.4406 1.4429               | X2CrNiMoN17-12-2 X2CrNiMoN17-13-3   |                      | 316LN                    | S31653                      |                                                               |                                       |                                           |                                     |
| 1.4571                      |                                     |                      | 316Ti                    | S31635                      | X6CrNiMoTi17-12                                               | 320S 33                               |                                           |                                     |
| 1.4438                      | X2CrNiMo18-15-4                     |                      | 317L                     | S31703                      |                                                               |                                       |                                           |                                     |
| 1.4541                      |                                     |                      | 321                      | S32100                      | X6CrNiTi18-10                                                 | 321S 31                               |                                           | SUS321                              |
| 1.4848                      | GX40CrNiSi25-20                     | A351 HK40            |                          | J94204                      | SEW 595 GX40CrNiSi25-20                                       | 310C40                                |                                           | SCH22                               |
| 1.4859                      | GX10NiCrSiNb32-20                   |                      |                          | N08151                      | GX10NiCrSiNb32-20                                             |                                       |                                           |                                     |
| 1.4878                      | X12CrNiTi18-9 X8CrNiTi18-10         |                      | 321H                     | S32109                      |                                                               |                                       |                                           |                                     |
| 1.4906                      | X7CrNiNb18-10                       |                      | 347H                     | S34709                      |                                                               |                                       |                                           |                                     |
| 1.4512                      | X6CrTi12                            |                      | 409                      | S40900                      |                                                               |                                       |                                           | SUH409                              |
|                             |                                     |                      | 410                      | S41000                      |                                                               |                                       |                                           |                                     |
| 1.4016                      |                                     |                      | 430                      | S43000                      | X6Cr17                                                        | 430S 17                               |                                           | SUS430                              |
|                             |                                     |                      | 440A                     | S44002                      |                                                               |                                       |                                           |                                     |
| 1.4112                      |                                     |                      | 440B                     | S44003                      |                                                               |                                       |                                           |                                     |
| 1.4125                      |                                     |                      | 440C                     | S44004                      | X105CrMo17                                                    |                                       |                                           | SUS440C                             |
| 1.4104                      |                                     |                      | 430F                     | S44020                      | X14CrMoS17                                                    |                                       |                                           | SUS430F                             |
| 1.4057                      | X17CrNi16-2                         |                      | 431 X                    | S43100                      | X16CrNi16                                                     | 431S 29                               |                                           | SUS431                              |
| 1.5423                      | 16Mo5                               | A335 P1              | 4520 4419H 4419          | K11522                      | 16Mo5                                                         |                                       |                                           | STPA12                              |
| 1.7715                      | 14MoV6-3                            | A335 P2              |                          | K11547                      | 14MoV6-3                                                      | 660                                   |                                           | STPA20                              |
| 1.7335 1.7338               | 13CrMo4-5 10CrMo5-5                 | A335 P11             |                          | K11597                      |                                                               |                                       |                                           | STPA23                              |
| 1.7375 1.7380 1.7383        | 10CrMo9-10 11CrMo9-10 12CrMo9-10    | A335 P22             |                          | K21590                      | 17175 10CrMo910                                               |                                       |                                           | STPA24                              |
| 1.7362 1.7366               | X11CrMo5 X12CrMo5 12CrMo19-5        | A335 P5              | 501 502                  | K41545 S50100 S50200        |                                                               |                                       |                                           | STPA25                              |
| 1.7386                      | X11CrMo9-1 X12CrMo9-1               | A335 P9              | 503                      | S50400 S50488 K90941        |                                                               |                                       |                                           | STPA26                              |
| 1.4903                      | X10CrMoVNbN9-1                      | A335 P91             |                          | K91560                      | X10CrMoVNbN9-1                                                |                                       |                                           |                                     |
| 1.4905 1.4906               | X11CrMoWVNb9-1-1 X12CrMoWVNbN10-1-1 | A335 P92             |                          | K92460                      | X11CrMoWVNb9-1-1 X12CrMoWVNbN10-1-1                           |                                       |                                           |                                     |
| 1.4539                      | X1NiCrMoCu25-20-5                   |                      | 904L                     | N08904                      |                                                               |                                       |                                           |                                     |
| 1.4547                      | X1CrNiMoCuN20-18-7                  |                      |                          | S31254                      |                                                               |                                       |                                           |                                     |
| 1.4565                      |                                     |                      | NIT50                    | S20910                      |                                                               |                                       |                                           |                                     |
|                             |                                     |                      | NIT60                    | S21800                      |                                                               |                                       |                                           |                                     |
| Acero para herramientas     |                                     |                      |                          |                             |                                                               |                                       |                                           |                                     |
| 1.2363                      | X100CrMoV5                          |                      | A-2                      | T30102                      | X100CrMoV51                                                   | BA 2                                  | X100CrMoV5-1 KU                           | SKD 12                              |
|                             |                                     |                      | A-3                      | T30103                      |                                                               |                                       |                                           |                                     |
|                             |                                     |                      | A-4                      | T30104                      |                                                               |                                       |                                           |                                     |
|                             |                                     |                      | A-6                      | T30106                      |                                                               |                                       |                                           |                                     |
|                             |                                     |                      | A-7                      | T30107                      |                                                               |                                       |                                           |                                     |
|                             |                                     |                      | A-8                      | T30108                      |                                                               |                                       |                                           |                                     |
|                             |                                     |                      | A-9                      | T30109                      |                                                               |                                       |                                           |                                     |
| 1.2365                      | X32CrMoV3-3 32CrMoV12-28            |                      | H10                      | T20810                      | X32CrMoV3-3 32CrMoV12-28                                      |                                       |                                           | SKD 7                               |
| 1.2379                      | X153CrMoV12                         |                      | D-2                      |                             | X153CrMoV12-1                                                 | BD 2                                  | X155CrVMo12-1                             | SKD 11                              |
| 1.2510                      |                                     |                      | O-1                      |                             | 100MnCrW4                                                     | Bo 1                                  | 95MnWCr-5 KU                              |                                     |

## Grados de acero del Instituto Americano del Petróleo (API)

### Código de colores
Para distinguir claramente el grado de acero, la tubería, la carcasa y su acoplamiento deben pintarse con códigos de color respectivamente. Las bandas de color deben pintarse en el cuerpo de la tubería y la carcasa con una longitud superior a 600 mm en cada extremo. Todo el cuerpo exterior del acoplamiento debe pintarse de color de acuerdo con el código correspondiente.
|                       | Grado de acero | Acoplamiento                      | Cuerpo del tubo                                          |
| --------------------- | -------------- | --------------------------------- | -------------------------------------------------------- |
| Tubería y Carcasa API | H40            | Ninguno                           | Ninguno o banda negra a opción del fabricante            |
| Tubería y Carcasa API | J55            | Todo verde                        | Una banda verde                                          |
| Tubería y Carcasa API | K55            | Todo verde                        | Dos bandas verdes                                        |
| Tubería y Carcasa API | N80-1          | Todo rojo                         | Una banda roja                                           |
| Tubería y Carcasa API | N80-Q          | Todo rojo + Una banda verde       | Una banda roja + Una banda verde                         |
| Tubería y Carcasa API | L80-1          | Todo rojo + Una banda marrón      | Una banda roja + Una banda marrón                        |
| Tubería y Carcasa API | L80-9Cr        | Sin color + Dos bandas amarillas  | Una banda roja + Una banda marrón + Dos bandas amarillas |
| Tubería y Carcasa API | L80-13Cr       | Sin color + Una banda amarilla    | Una banda roja + Una banda marrón + Una banda amarilla   |
| Tubería y Carcasa API | C90-1          | Todo púrpura                      | Una banda púrpura                                        |
| Tubería y Carcasa API | T95-1          | Todo plateado                     | Una banda plateada                                       |
| Tubería y Carcasa API | C110           | Todo blanco + Dos bandas marrones | Una banda blanca + Dos bandas marrones                   |
| Tubería y Carcasa API | P110           | Todo blanco                       | Una banda blanca                                         |
| Tubería y Carcasa API | Q125           | Todo naranja                      | Una banda naranja                                        |

API 5B y 5CT brindan varios grados de acero y códigos de color de cada grado, ofreciendo información detallada y general de la tubería de revestimiento y de la tubería de conducción, lo que ayuda a elegir claramente los productos más adecuados para diferentes aplicaciones en el tendido de conducciones de acero.